# Ferit Hoxha
Ferit Hoxha, né le 22 février 1967 à Koplik non loin de Scutari, est un diplomate albanais.

## Biographie
Il étudie la langue et la civilisation françaises à l'université de Tirana et est marié à une Française. 
Entré au ministère albanais des Affaires étrangères en 1991, il sert comme ambassadeur de son pays en Belgique (1999-2001) et ambassadeur et chef de la mission de l’Albanie auprès de l’Union européenne à Bruxelles (1998-2001).
Il est ambassadeur d'Albanie en France de 2001 à 2006 et ambassadeur au Portugal, résident à Paris, de 2003 à 2006. 
Il est le représentant permanent de l'Albanie auprès des Nations unies du 5 août 2009 à 2015 et à nouveau depuis le 26 octobre 2021,.
De 2009 à 2015, il est ambassadeur de l'Albanie à Cuba, sans y résider.